# William Forbes, 7. Laird of Tolquhon
William Forbes (* unbek.; † 1595 in Tolquhon), 7. Laird of Tolquhon, war ein schottischer Grundbesitzer und der Erbauer der heutigen Burganlage von Tolquhon Castle.

## Leben
Sein Vater war Alexander Forbes, 6. Laird of Tolquhon, seine Mutter war Alison Anderson.
Mit dem Tod seines Vaters in der Schlacht bei Pinkie Cleugh am 10. September 1547 übernahm er den Titel 7. Laird of Tolquhon.
Er war zweimal verheiratet. Aus erster Ehe mit Elizabeth Gordon stammte sein Sohn William (der spätere 8. Laird). Aus der zweiten Ehe mit Janet Ogilvie stammten zwei Söhne; John und James (später 1. Laird Of Knappernay).
Über sein Leben ist nur wenig zu erfahren. Die erhaltenen und von ihm selbst verfassten Schriften behandeln fast ausschließlich den Umbau von Tolquhon Castle. Die einzigen Quellen zu seinem Leben finden sich in den kirchlichen Einträgen der benachbarten Gemeindekirche von Tarves: Seine Erfahrung, aber auch seine Mitwirkung auf nationaler Ebene war eher gering. Er war jedoch ein lokal geschätzter und spendabler Mann. Er gründete ein Hospital in der Nähe der Kirche und sorgte jahrelang für dessen Unterhalt.
Seine Ehefrau Elisabeth starb 1589; zu deren Andenken ließ er ein monumentales Grabmal in der Kirche errichten. 1595 starb er nach fast 50 Jahren Lairdschaft und wurde in das gleiche Grab gelegt. Das Grab selbst ist heute wegen eines Umbaus der Kirche im 18. Jahrhundert nicht mehr vorhanden; das Grabmal ist erhalten geblieben und steht heute auf dem Kirchplatz von Tarves.
Auf den bekannten genealogischen Webseiten The Peerage, Cracroft’s Peerage oder auf The Descendants of Sir John Forbes, 1st Laird of Tolquhon, die auf entsprechend alte, schriftliche Quellen Zugriff haben, sind keine weiteren oder nur widersprüchliche Informationen zu finden. Es ist daher davon auszugehen, dass die Lairds of Tolquhon keine Adeligen, sondern bürgerliche Landbesitzer waren.